# 新宿山ノ手七福神
新宿山ノ手七福神（しんじゅくやまのてしちふくじん）は、東京都新宿区の7ヶ所の寺社に祀られている七福神の巡礼札所。節分の「鬼は内」の鬼王神社、江戸六弁天の抜け弁天（厳嶋神社）など由緒ある寺社で構成されている。

## 新宿山ノ手七福神の一覧
- 鎮護山善國寺（毘沙門天）
- 大乗山経王寺（大黒天）
- 厳嶋神社（弁財天）
- 大久保山永福寺（福禄寿）
- 春時山法善寺（寿老人）
- 霞関山太宗寺（布袋和尚）
- 稲荷鬼王神社（恵比寿神）